# Пилат, Роман
Роман Пилат (Пилят) (пол. Roman Pilat; 13 июля 1846, Львов — 6 апреля 1906, там же) — польский литературовед, историк литературы, педагог, почëтный профессор, ректор Львовского университета Яна Казимира, создатель львовской научной историко-литературной школы.

## Биография
Родился в семье Станислава Пилата (1808—1866), польского писателя, деятеля культуры. После окончания львовской классической гимназии, поступил во львовский университет, где с 1864 по 1866 изучал право, затем в 1866—1868 — польскую филологию. В 1869 получил степень доктора наук.
В 1871 — доцент на кафедре истории польской литературы университета во Львове, позже с 1874 по 1901 — возглавлял эту кафедру и руководил филологическим семинаром.
В 1880 — профессор. Р. Пилат трижды был деканом факультета филологии (1882/1883, 1890, 1895/1896), в 1890/1891 избирался ректором львовского университета, в 1891/1892 — проректором. С 1905 — почëтный профессор.
С 1880 — член-корреспондент Польской академии знаний в Кракове. Один из основателей Литературного общества им. Адама Мицкевича (1886), до 1900 — его председатель.
В 1887—1898 — редактор журнала «Записки Литературного общества им. Адама Мицкевича» (пол. «Pamiętnik Towarzystwa Literackiego im. A. Mickiewicza»). Первый руководитель львовской академической библиотеки «Czytelniа akademickа».
Награждён орденом Железной короны III степени (1905).

## Научная деятельность
Сфера приоритетных научных интересов ученого Р. Пилата — история польской литературы периода средневековья и романтизма, методология истории литературы, историческая грамматика.
Создатель львовской научной историко-литературной школы, среди его учеников известные польские историки литературы, такие как Людвик Финкель, Анджей Гавроньский, Бронислав Губринович и др.
Провел глубокий критический анализ старейшей религиозной польской песни, зафиксированной на письме «Богородица», выполнил ряд исследовательских работ связанных с творчеством Мицкевича и А. Фредро.

## Избранная библиография
- О политической литературе Четырёхлетнего сейма, 1788—1792 / O literaturze politycznej Sejmu Czteroletniego, 1788—1792 (1872)
- Ueber das polnische Participium praes. act. auf «szy» (1878)
- Гимн Богородица, I реституция текста гимна / Pieśń Boga-rodzica. I restytucja tekstu pieśni (1879)
- Начало литературной публицистики в Польше / Początek publicystyki literackiej w Polsce (1882)
- Как надлежит издавать произведения польских писателей XVI и XVII веков / Jak należy wydawać dzieła polskich pisarzów XVI i XVII wieku (1884)
- История польской литературы / Historia literatury polskiej (1907—1926 в 5 томах)
- Грамматика польского языка / Gramatyka języka polskiego (1909 в 2 томах)